# 廖宗元
廖宗元（1810年—1861年），字梓臣，湖南寧鄉縣人，清朝政治人物。同進士出身。

## 生平
廖宗元於道光二十七年（1847年）丁未科中式張之萬榜三甲第五名進士。以即用知縣分發浙江，歷任仙居、德清知縣。不久因丁憂歸里，居家五年。期間太平軍進入湖南，宗元協助團練，捐輸軍餉。咸豐六年（1856年），隨吉安守黃冕援助江西，克服吉安，論功加同知銜。
咸豐九年（1859年），至浙江，并在歸安任職。咸豐十年（1860年）二月，太平軍進逼湖州，宗元率軍守城解圍，晉升同知，加知府銜，因積勞成疾，手足偏癱，民眾自發為其焚香祈禱。咸豐十一年（1861年），奉命守紹興，城破身死。巡撫左宗棠將其事上奏，朝廷追贈宗元太仆寺卿銜，按例撫恤，并在紹興府城建立專祠祭祀。《清史稿》有傳。